# Weber Ridge
Il Weber Ridge (in lingua inglese: Dorsale Weber) è una dorsale di nuda roccia, lunga 15 km e situata all'estremità settentrionale delle Anderson Hills, nel settore settentrionale del Patuxent Range nei Monti Pensacola, in Antartide. 
La dorsale è stata mappata dall'United States Geological Survey (USGS) sulla base di rilevazioni e foto aeree scattate dalla U.S. Navy nel periodo 1956-66.
La denominazione è stata assegnata dall'Advisory Committee on Antarctic Names (US-ACAN), in onore di Max K. Weber, ingegnere topografico dell'USGS nei Monti Pensacola nel 1965-66.